# Tendai Chimusasa
Tendai Chimusasa (* 28. Januar 1971 in Nyanga) ist ein ehemaliger simbabwischer Langstreckenläufer, der insbesondere in Deutschland große Erfolge bei Straßenläufen hatte.
1993 und 1994 siegte er bei den 25 km von Berlin sowie 1993, 2002 und 2003 beim Paderborner Osterlauf auf der Halbmarathon-Strecke. 1998 gewann er den Hamburg-Marathon in seiner persönlichen Bestzeit von 2:10:57. 2000 wurde er Zweiter beim Hamburg-Marathon und gewann den Luzerner Stadtlauf. 2001 wurde er Zweiter beim Köln-Marathon und gewann den Bietigheimer Silvesterlauf. 2002 stellte er bei der Nacht von Borgholzhausen den aktuellen Streckenrekord auf, und 2003 siegte er beim Regensburg-Marathon.
Bei den Olympischen Sommerspielen 2000 in Sydney belegte er den neunten Platz im Marathonlauf.
Chimusasa lief 1993 mit 27:37 beim Würzburger Residenzlauf die bis dahin schnellste 10-km-Zeit auf deutschem Boden.